# Dinera cinerea
Dinera cinerea là một loài ruồi trong họ Tachinidae.